# Ficus globosa
Ficus globosa är en mullbärsväxtart som beskrevs av Carl Ludwig von Blume. Ficus globosa ingår i släktet fikonsläktet, och familjen mullbärsväxter. Inga underarter finns listade i Catalogue of Life.